# 水師提督門

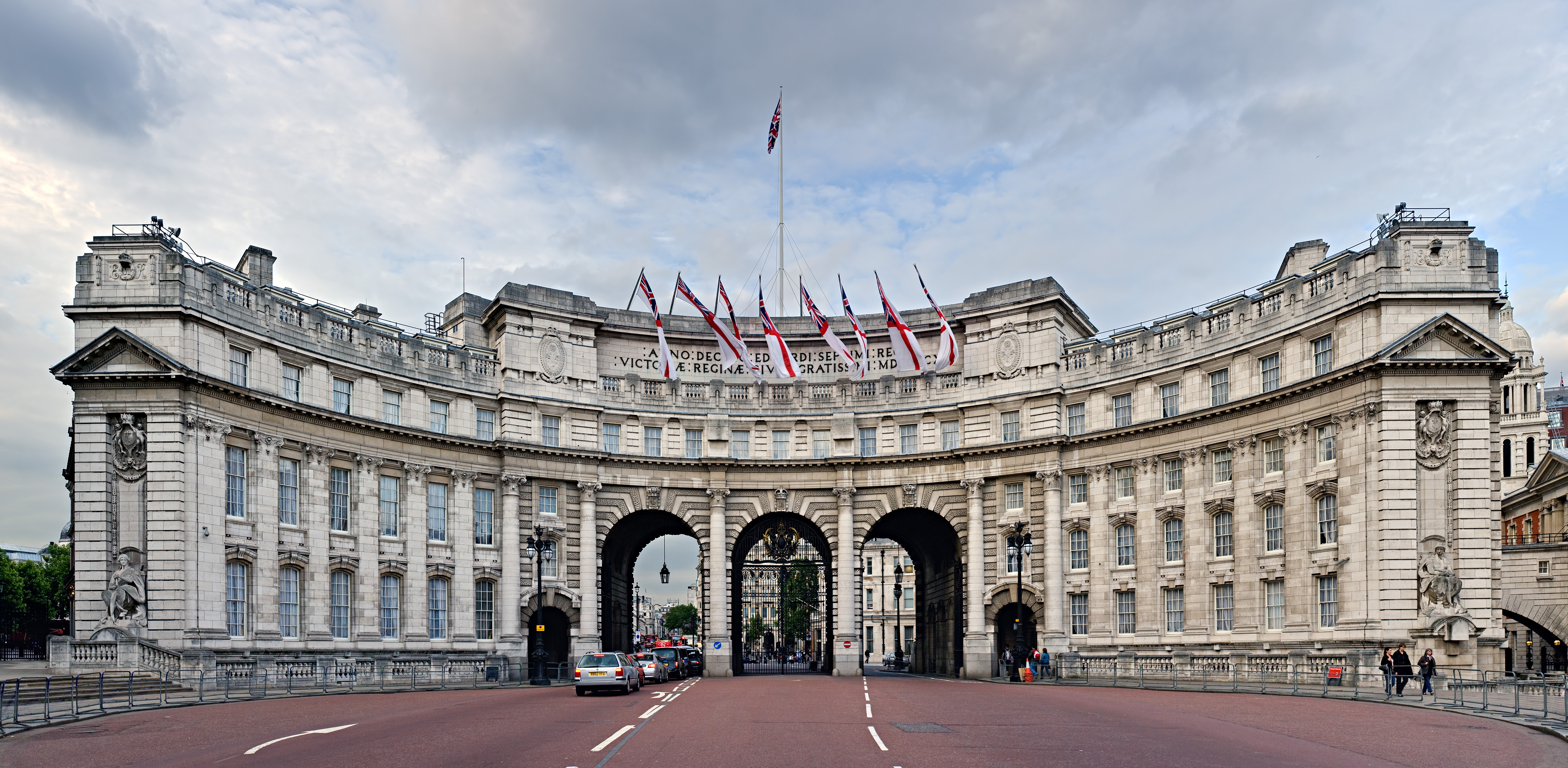
水师提督拱门

水师提督门是英国伦敦的一座纪念性建筑物，建于1912年。水师提督门位于伦敦西敏市中心，连通特拉法加廣場和白金汉宫前的林荫路，因连接旧海军部（水师提督衙门）而得名，又稱作海軍部拱門。门楼在特拉法加广场的西南角，林荫路的东北端。该建筑名为门，实为楼（類似新华门）。
門樓原來用作第一海务大臣（英國皇家海軍的最高職業軍官，即“水師提督”）官邸以及海軍部辦公。後來撥給其他政府部門使用，2012年以前在楼内办公的有内阁办公厅和首相策略处。
门楼左右为四层。中间部分下部是五道券门（三道车行，两道人行），上有一层。
水师提督门是按英国国王爱德华七世之命建造的，以纪念其母维多利亚女王。门洞上方有拉丁语铭文：
 : ANNO : DECIMO : EDWARDI : SEPTIMI : REGIS :
 : VICTORIÆ : REGINÆ : CIVES : GRATISSIMI : MDCCCCX :
意即“英王爱德华七世在位第十年：臣民感维多利亚女王之恩而立：1910”。
水师提督门平时悬挂英国国旗，重要庆典场合（作为海军部建筑）悬挂海军旗——白船旗。水师提督拱门是从特拉法加广场通往林荫路的仪仗入口，而林荫路本身则是白金汉宫前的仪仗路。因此，包括皇家婚礼、葬礼、加冕等重要场合中的銮驾队伍和其他重要庆典中的游行队伍（例如2012年奥运会和残奥会后的游行）都会从此门下通过。
2012年，作为政府紧缩开支的项目，水师提督门被租予西班牙地产商塞拉诺（西班牙語：Rafael Serrano），用于改造为豪华旅馆、餐厅及四套公寓。租期为125年。楼内公寓2016年发售，旅馆预计在2022年开业。